# Tomomingi keinoi
Tomomingi keinoi is een spinnensoort in de taxonomische indeling van de springspinnen (Salticidae).
Het dier behoort tot het geslacht Tomomingi. De wetenschappelijke naam van de soort werd voor het eerst geldig gepubliceerd in 1983 door Jerzy Prószyński & Marek Żabka.

## Voorkomen
De soort komt voor in Kenia.